# Aechmea murcae
Espèce
Classification phylogénétique
Aechmea murcae est une espèce de plantes à fleurs de la famille des Bromeliaceae qui se rencontre au Brésil et au Pérou.

## Synonymes
- Streptocalyx murcae L.B.Sm.[1].

## Distribution
L'espèce se rencontre au nord du Brésil et au nord du Pérou.

## Description
L'espèce est épiphyte.